# Stefan Morent
Stefan Johannes Morent (* 3. Mai 1967 in Ravensburg) ist ein deutscher Musikwissenschaftler.
Von 1986 bis 1992 absolvierte er den Magisterstudiengang Musikwissenschaft (1. Hauptfach) und Romanistik, dann Informatik (2. Hauptfach) an der Universität Tübingen. Von 1993 bis 1995 studierte er Blockflöte und Historische Aufführungspraxis (Kees Boeke) an der Hochschule für Musik Trossingen. Nach der Promotion 1995 in Tübingen hatte er von 2002 bis 2004 ein Habilitationsstipendium des Graduiertenkollegs Ars und Scientia im Mittelalter und der frühen Neuzeit. Nach der Habilitation 2004 an der Universität Tübingen war er dort von 2005 bis 2007 Hochschuldozent am Musikwissenschaftlichen Institut. 2008 erhielt er die Ernennung zum außerplanmäßigen Professor an der Universität Tübingen. Seit 2017 hat er die DFG-Forschungsprojektleitung (Erschließung mittelalterlicher Musikfragmente aus württembergischen Klöstern im Hauptstaatsarchiv Stuttgart) inne. Seit 2020 ist Morent Professor für Musikwissenschaft mit dem Schwerpunkt Digitale Musikwissenschaft und Musik vor 1600 an der Eberhard Karls Universität Tübingen.

## Schriften (Auswahl)
- Studien zum Einfluß instrumentaler auf vokale Musik im Mittelalter. Paderborn 1998, ISBN 3-506-70626-8.
- mit Marianne Pfau: Der Klang des Himmels. Hildegard von Bingen als Komponistin. Köln 2005, ISBN 3-412-11504-5.
- Das Mittelalter im 19. Jahrhundert. Ein Beitrag zur Kompositionsgeschichte in Frankreich.Stuttgart 2013, ISBN 3-515-10294-9.
- als Herausgeber mit Silke Leopold und Joachim Steinheuer: Europäische Musikkultur im Kontext des Konstanzer Konzils. Ostfildern 2017, ISBN 3-7995-6847-6.
- Die Musik der Antike und des Mittelalters (= Epochen der Musik, Bd. 1). Lilienthal, Laaber 2021, ISBN 978-3-89007-855-7.
- (Mithrsg.): "Fragmentum". Liturgische Musik des Mittelalters auf Einbandfragmenten. Thorbecke, Ostfildern 2023, ISBN 978-3-7995-2043-0.

## CD-Einspielungen (Auswahl)
- Ekstase und Askese: Cluny und Citeaux. Liturgischer Gesang aus dem mittelalterlichen Burgund, Ensemble Ordo Virtutum. Ltg.: Stefan Morent (Aufnahme August 2019 in Verbindung mit dem Forschungsprojekt "Sacred Sound").
- "Cantus Coagulatus" – vierstimmige Kompositionen von Manfred Barbarini Lupus für das Kloster St. Gallen (um 1560), Musiques Suisses 2015, Ensemble Ordo Virtutum, Ltg.: Stefan Morent.
- Hildegard von Bingen (1098-1179): Ordo Virtutum – Spiel der Kräfte, Bayer Music Group 1997, Ensemble Ordo Virtutum für Musik des Mittelalters, Andrea von Ramm, Sterling Jones, Jill Feldman, Ltg: Stefan Morent.